# インスタントタンクシリーズ

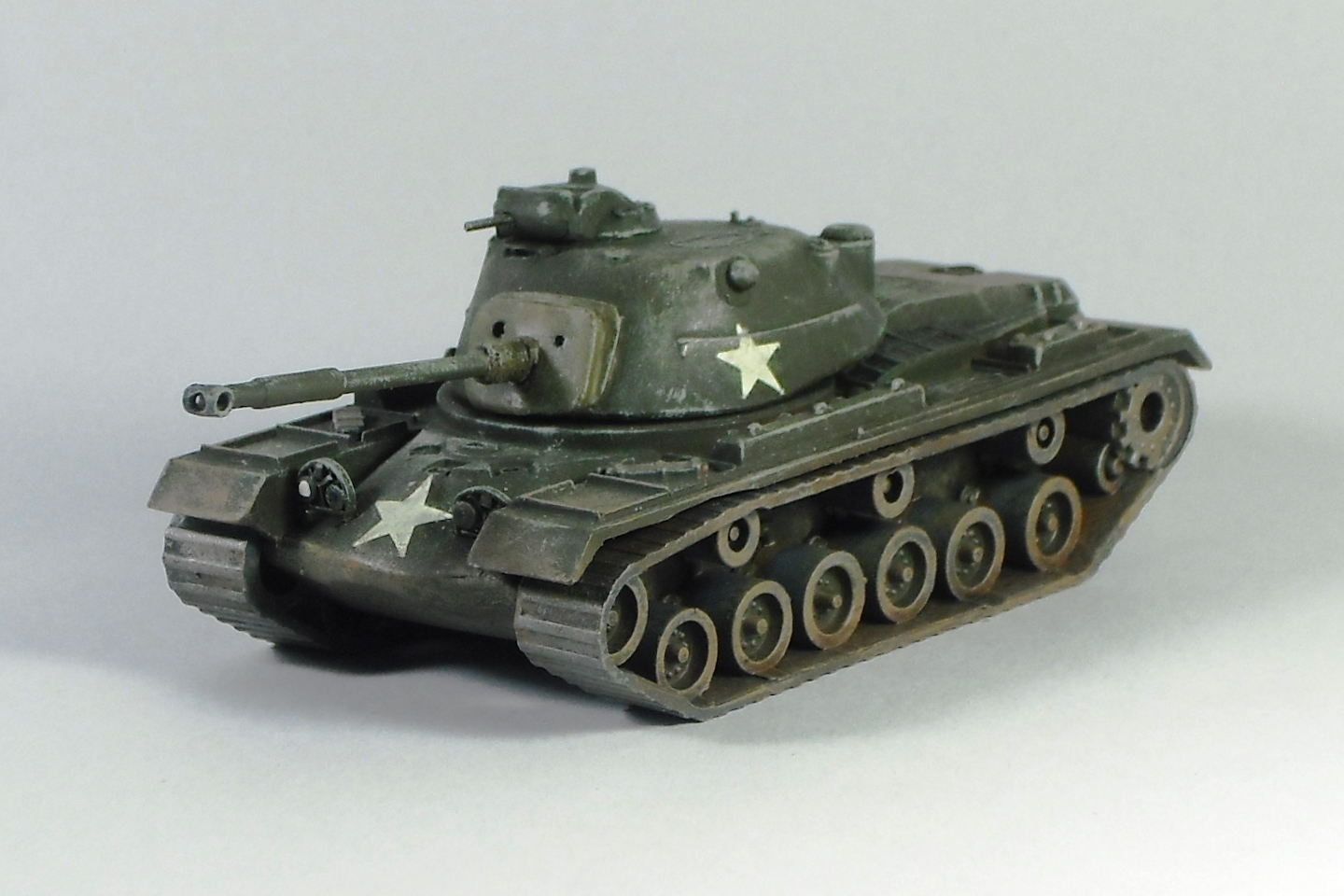
インスタントタンクシリーズ M-48の完成品

インスタントタンクシリーズは、緑商会が1960年代に発売した、ミニスケールの戦車プラモデルのシリーズ。1980年代には童友社がチョロタンの名称で再発売した。

## 概要
緑商会は初期のプラモデルメーカーの一つで、1960年にプラモデルの発売を始めている。インスタントタンクシリーズは、フリクション動力により走行が可能な1/76スケールの戦車のシリーズで、当初は50円と言う安価な価格帯で発売された。1965年にドイツの戦車4点とアメリカと旧ソ連の戦車各2点の計8点が発売され、1967年に日本の戦車が2点、さらに1970年にドイツとフランスの戦車各1点が追加され、全12点でシリーズが完結している。また、1968年には当時発売されていた10点を5点ずつ1箱に入れたセット2種も販売されている。1978年に緑商会が廃業した後、本シリーズの金型は童友社に引き継がれた。

## 製品の特徴
本シリーズでは、オーストリアのロコのミニタンクシリーズのように転輪とキャタピラが一体で成形され、上部構造も多くの部分が一体化されて部品点数が抑えられていた。そのため単に組み立てるだけであれば製作は容易であり、インスタントタンクというシリーズ名称もそこから付けられている。走行用の車輪が底面から飛び出しているが、フリクション動力式のため、一部のゼンマイ動力式戦車のように側面に巻き上げ用の穴は開いていなかったので、動力を省略すればスケールモデルとして組み立てることも容易だった。
1/76という縮尺はイギリスのエアフィックスの戦車モデルに合わせたもので、鉄道模型のOOスケール（4mmスケール）に対応している。日本では1973年ごろからフジミ模型や日東科学などが1/76スケールの戦車モデルの発売を始めており、その先駆けといえる。
初期に発売されたキット8点は全てエアフィックスまたはロコの製品の影響を強く受けている。パンサー、スターリン、シャーマン、3号突撃砲の4点は、形状、寸法ともエアフィックスのキットを参考にしており、パーツ分割は大きく異なるものの、完成品の形状はエアフィックス製品に酷似している。他の4点はロコの製品を参考にしており、パーツ分割も大差のないものとなっている。四連装対空戦車などはロコの1/87スケールからほぼ1/76スケールにスケールアップされ、ディテールも若干異なっているが、キングタイガーはサイズ的にもロコと大差のないものとなっていた。続いて発売された日本戦車2点は、完全なオリジナルであり、形状的に問題点は少なくなかったものの、このスケールでは（四式中戦車は全スケールを通しても）長らくほぼ唯一の製品と言える状態が続いた。最後に発売された2点も、当時は他に同スケールの製品はなかったが、ヤークトパンターの前面装甲板の角度が異なるなど、プロポーション的にあまり良好とはいえなかった。
発売当初はパッケージにイラストを使用していたが、程なく当時としては珍しい組み立てた製品の写真を用いたパッケージに変更された。

## 海外メーカーからの販売
本シリーズは、アメリカのAHM (Associated Hobby Manufacturers)社と、イギリスのRIKO (Richard Kohnstamm)社からも販売されている。どちらも緑商会のものに若干のアレンジを加えた独自のパッケージを使用している。
AHMは鉄道模型をメインとするメーカーであるが、1960年代から70年代にかけてエアフィックスのプラモデルや、ロコのミニタンクシリーズ、日本のフジミ模型や今井科学、緑商会などのプラモデルの輸入販売も行っていた。インスタントタンクシリーズについても、1969年より当時発売されていた10点の輸入販売を行っている。製品番号は緑商会とは異なるものが付けられている。1970年代前半まで販売は続けられているが、最後期2点の販売は確認されていない。
RIKOは1960年代から70年代にかけて日本のタミヤやフジミ模型、日東科学など多くのメーカーのプラモデルの輸入販売を行っており、1968年度のカタログにはインスタントタンクシリーズの初期8点も掲載されている。輸入販売は1970年代まで続けられ、最後期のAMX-30までの日本戦車2点を除く10点が発売されている。

## 童友社からの販売
童友社は、1983年に「チョロタン」の名称で、全12点をプルバック式ゼンマイ仕様に改修して再発売している。パッケージは、製品の完成品の写真を用いている点は緑商会時代と共通しているが、コミカルなイラストが配され、全体的にポップなイメージのものとなっている。製品番号は緑商会時代とは異なるものとなっている。
童友社は、旧マルサン製の1/100航空機キットを塗装済みとした「翼コレクション」が成功したことを受け、2002年より「走る!!戦車軍団」の名称で本シリーズを塗装済み完成品としてブラインドボックス仕様で販売した。発売は4車種ずつ3回に分け、各回塗装違いも含めた6種＋シークレットとする予定であったが、発売は第2弾までで終わり、第3弾は発売されなかった。塗装済み完成品とはいえ、ワールドタンクミュージアムシリーズなどの精緻な造形と塗装を見慣れていた消費者には、本シリーズの大味な造形と塗装は受け入れづらく、またシークレットが金や銀の単色塗装だったこともマニアの興味をそぐ結果となった。

## 製品一覧
下記に製品の一覧を各社で発売された際の製品番号と共に示す。ただし、RIKOに関しては1968年度のカタログに記載された番号（T番号）と実際の商品に付けられた番号（K番号）、童友社に関してはチョロタンシリーズの番号を示す。また名称は緑商会での発売時の表記に準じる。
| 緑商会 | AHM | RIKO   | 童友社 | 名称                             |
| ------ | --- | ------ | ------ | -------------------------------- |
| 1      | K8  | T2/K8  | 2      | パンサー G                       |
| 2      | K9  | T3/K9  | 10     | スターリンIII                    |
| 3      | K1  | T8/K1  | 4      | タイガーII                       |
| 4      | K3  | T7/K3  | 5      | シャーマン Mk-1                  |
| 5      | K4  | T1/K4  | 1      | M48A-2 パットン                  |
| 6      | K10 | T4/K10 | 8      | T-54                             |
| 7      | K6  | T5/K6  | 6      | ヴィルベルヴィンド四連装対空戦車 |
| 8      | K7  | T6/K7  | 7      | 3号突撃砲戦車                    |
| 9      | K5  |        | 3      | 四式中戦車                       |
| 10     | K2  |        | 9      | 61式中戦車                       |
| 11     |     | - /K2  | 12     | ヤクトパンサー                   |
| 12     |     | - /K5  | 11     | AMX-30                           |

補足
- 四連装対空戦車の製品名「ヴィルベルヴィンド」は誤り。実際はメーベルワーゲンの試作型をモデル化している。また、英文表記が"WILVEL WIND"となっているが、ヴィルベルヴィントの正しい表記は"Wirbelwind"である。

走る!!戦車軍団シリーズ
「走る!!戦車軍団」シリーズの製品一覧を下記に示す。本シリーズはブラインドボックス仕様で発売されたものであり、製品番号および名称は共通パッケージ裏面の表記による。
- 第1弾

1. ドイツ・キングタイガー（ダークイエロー&ダークグリーン）
2. ドイツ・ヤクトパンサー（三色迷彩）
3. ドイツ・ヤクトパンサー（ダークイエロー）
4. 日本・61式戦車（オリーブグリーン）
5. 日本・四式中戦車（カーキ）
6. 日本・四式中戦車（三色迷彩）

スペシャル　日本・四式中戦車（銀）
- 第2弾

1. ドイツ・パンサーG型（三色迷彩）
2. ドイツ・パンサーG型（冬季迷彩）
3. ドイツ・III号突撃砲（ダークイエロー&レッドブラウン）
4. ドイツ・III号突撃砲（ダークイエロー）
5. アメリカ・M48パットン（オリーブドラブ）
6. フランス・AMX-30（ダークグリーン）

スペシャル　ドイツ・パンサーG型（金）